# Northern League (1902-1971)
Northern League era il nome usato da numerose leghe minori del baseball USA che operarono fra il 1902 e il 1971 negli stati nord-centroccidentali degli Stati Uniti e a Manitoba. In totale vi sono state sei incarnazioni. Una nuova Northern League è nata nel 1993.

## Incarnazioni
Il nome Northern League rappresenta cinque leghe in quel lasso temporale:
- First Northern League: 1902-05
  - Northern-Copper League: 1906-08
  - Minnesota Wisconsin League: 1909-11
  - Central International League: 1912
- Second Northern League: 1908
- Third Northern League: 1913-17
- Fourth Northern League: 1933-42
- Fifth Northern League: 1946-71

## Storia
La prima NL è esistita fra il 1902 e il 1905. Nel 1906 si fonde con la Copper County Soo League per diventare la Northern-Copper League. Nel 1909 camba nome in Minnesota-Wisconsin League e nel 1912 in Central International League. 
In questo periodo nel 1908 una lega separata tentò di riutilizzare il nome Northern League, ma non terminò la prima stagione.
Seguendo la dismissione della Central International League, molti team riformarono la NL nel 1913. La lega continuò fino al 1917, quando si sospese per la mancanza di giocatori dovuta alla prima guerra mondiale. Riemerse solo nel 1933 e per lo stesso motivo si fermò ancora nel 1945, prima di fallire definitivamente nel 1971.
Mentre la NL nelle sue varie incarnazioni iniziò come un torneo indipendente, dal 1938 fu classificata come classe C nelle serie minori del baseball. Nel 1965 fu riclassificata come A ball dalla National Association of Professional Baseball Leagues. Operando come il più basso livello delle serie minori, fatto che si aggiunse al calante interesse per quest'ultime, il fallimento della lega nel 1971 fu inevitabile.

## Campioni della NL
- 1902 Winnipeg Maroons
- 1903 Winnipeg Maroons
- 1904 Duluth White Sox
- 1905 Duluth White Sox
- 1906 Calumet Aristocrats (NCL)
- 1907 Winnipeg Maroons (NCL)
- 1908 Brandon Angels (NCL)
- 1909 Duluth Dukes (MWL)
- 1910 Eau Claire Bears (MWL)
- 1911 Superior Blues (MWL)
- 1912 Winnipeg Maroons (CIL)
- 1913 Winona Pirates
- 1914 Duluth White Sox
- 1915 Fargo-Moorhead Graingrowers
- 1916 Winnipeg Maroons
- 1917 Fargo-Moorhead Graingrowers
- 1918-1932 non disputato
- 1933 Superior Blues
- 1934 Fargo-Moorhead Twins
- 1935 Winnipeg Maroons
- 1936 Jamestown Jimmies
- 1937 Duluth Dukes
- 1938 Superior Blues
- 1939 Winnipeg Maroons
- 1940 Grand Forks Chiefs
- 1941 Wausau Lumberjacks
- 1942 Winnipeg Maroons

- 1943-1945 non disputato
- 1946 St. Cloud Rox
- 1947 Aberdeen Pheasants
- 1948 Grand Forks Chiefs
- 1949 Eau Claire Bears
- 1950 St. Cloud Rox
- 1951 Eau Claire Bears
- 1952 Superior Blues
- 1953 Fargo-Moorhead Twins
- 1954 Fargo-Moorhead Twins
- 1955 St. Cloud Rox
- 1956 Duluth-Superior White Sox
- 1957 Winnipeg Goldeyes
- 1958 Fargo-Moorhead Twins
- 1959 Winnipeg Goldeyes
- 1960 Winnipeg Goldeyes
- 1961 Aberdeen Pheasants
- 1962 Eau Claire Braves
- 1963 Grand Forks Chiefs
- 1964 Aberdeen Pheasants
- 1965 St. Cloud Rox
- 1966 St. Cloud Rox
- 1967 St. Cloud Rox
- 1968 St. Cloud Rox
- 1969 Duluth-Superior Dukes
- 1970 Duluth-Superior Dukes
- 1971 St. Cloud Rox

## Giocatori famosi
Molti futuri famosi giocatori della Major League Baseball disputarono stagioni nella NL:
- Hank Aaron
- Ray Boone
- Lou Brock
- Bill Bruton
- Wes Covington
- Bob Feller
- Joe Hoerner
- Don Larsen
- Roger Maris
- Minnie Miñoso
- Andy Pafko
- Jim Palmer
- Gaylord Perry
- Joe Torre